# 林芝云杉
林芝云杉（学名：Picea likiangensis var. linzhiensis）为松科云杉属丽江云杉的变种。分布在中国大陆的西藏、四川、云南等地，生长于海拔2,900米至3,700米的地区，目前尚未由人工引种栽培。